# Teresina de Goiás
Teresina de Goiás – miasto i gmina w stanie Goiás w Brazylii. Według danych na rok 2020 miejscowość zamieszkiwało 3016 osób, a gęstość zaludnienia wyniosła 3,9 os/km².

## Położenie
Teresina de Goiás leży w stanie Goiás w Brazylii na skrzyżowaniu dróg GO-118 i GO-241 nad rzeką Córrego São João.

## Klimat
Średnia temperatura wynosi 24°C. Najcieplejszym miesiącem jest wrzesień (28°C), a najchłodniejszym jest czerwiec (17°C). Średnia suma opadów wynosi 1863 mm rocznie. Najbardziej wilgotnym miesiącem jest styczeń (398 milimetrów opadów), a najbardziej suchym jest sierpień (1 milimetr opadów).